# Sagas (álbum)
Sagas é o segundo álbum da banda alemã de folk metal Equilibrium, lançado em 2008. É o primeiro lançamento do grupo com a Nuclear Blast.
O título da faixa "Wurzelbert" não possui tradução, embora "wurzel" signifique "raiz". O vocalista e letrista Helge Stang define a faixa como sendo sobre "um homem feio vivendo na floresta e parecendo um sem-teto da natureza, com raízes em vez de dedos.

## Faixas
Todas as letras escritas por Helge Stang, exceto "Heiderauche" e "Mana", que são instrumentais, todas as músicas compostas por René Berthiaume, excepto "Heimwärts", co-composta com Stang, Andreas Völkl e Sandra Völkl.
| N.º | Título                   | Duração |  |
| 1.  | "Prolog auf Erden"       | 3:39    |  |
| 2.  | "Wurzelbert"             | 4:59    |  |
| 3.  | "Blut im Auge"           | 4:45    |  |
| 4.  | "Unbesiegt"              | 6:19    |  |
| 5.  | "Verrat"                 | 6:05    |  |
| 6.  | "Snüffel"                | 5:45    |  |
| 7.  | "Heimwärts"              | 2:34    |  |
| 8.  | "Heiderauche"            | 2:31    |  |
| 9.  | "Die Weide und der Fluß" | 7:21    |  |
| 10. | "Des Sängers Fluch"      | 8:05    |  |
| 11. | "Ruf in den Wind"        | 4:54    |  |
| 12. | "Dämmerung"              | 5:55    |  |
| 13. | "Mana"                   | 16:23   |  |

| Críticas profissionais | Críticas profissionais |
| Avaliações da crítica  | Avaliações da crítica  |
| Fonte                  | Avaliação              |
| ---------------------- | ---------------------- |
| About.com              | [ 4 ]                  |
| Allmusic               | [ 5 ]                  |

## Músicos
- Helge Stang - vocais
- René Berthiaume - guitarras
- Andreas Völkl - guitarras
- Sandra Völkl - baixo
- Julius Koblitzek - bateria

### Convidados
- Agnes Malich - Violino
- Ulrich Herkenhoff - Flauta de pã
- Kurt Angerpower - Guitarras
- Toni González - vocais adicionais
- Gaby Koss - vocais adicionais